# Walenty Badylak

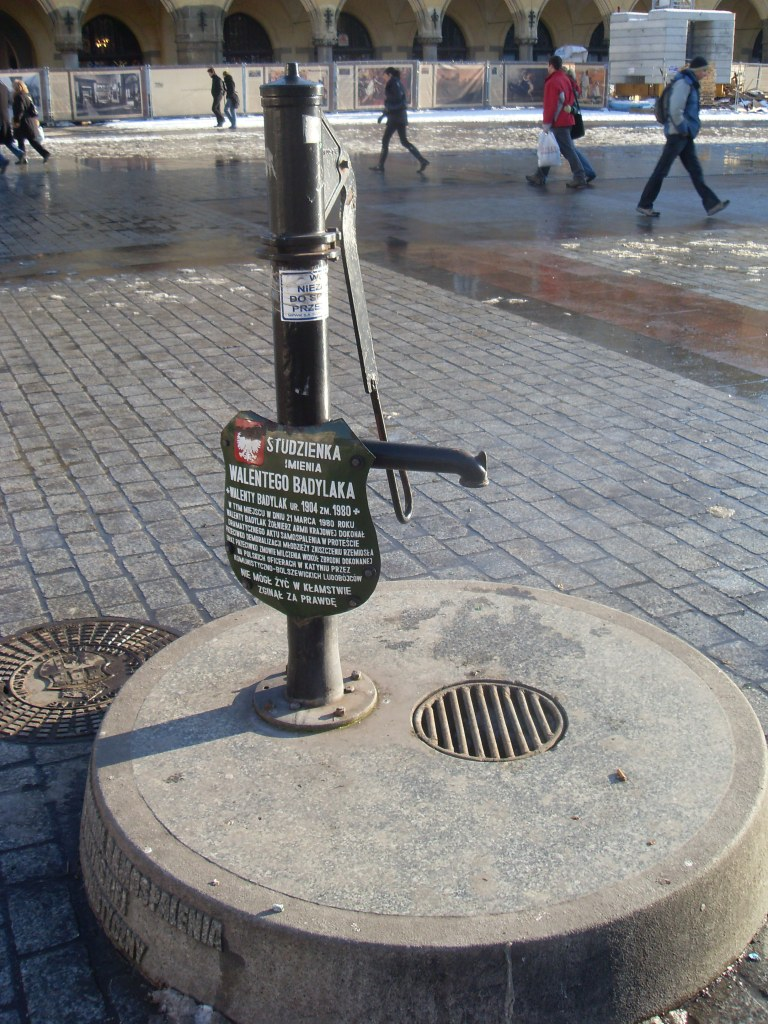
Studzienka na Rynku Głównym w Krakowie, przy której W. Badylak dokonał samospalenia.

Walenty Badylak (ur. 1904, zm. 21 marca 1980 w Krakowie) – żołnierz AK, ps. „Szymon”, emerytowany krakowski piekarz, który przykuł się łańcuchem do historycznej studzienki na krakowskim rynku, oblał się benzyną i dokonał aktu samospalenia. Jego czyn był protestem przeciwko przemilczeniu przez władzę zbrodni katyńskiej.

## Życiorys
Przed wojną pracował jako czeladnik piekarski. Ożenił się ze Ślązaczką. W trakcie okupacji był pracownikiem Fabryki Maszyn Rolniczych Zieleniewskiego. Małżonka podpisała volkslistę, a syna posłała do Hitlerjugend. Badylak rozwiódł się. Po wojnie odebrał byłej żonie dziecko i osiadł w Mrowinach. 
Pochowany na cmentarzu Batowickim w Krakowie (kw. XIV-1-12).

## Upamiętnienie
Po samospaleniu informacje o jego śmierci ukazały się wyłącznie w prasie lokalnej, w bardzo lakonicznej formie, donoszono o śmierci psychicznie chorego emeryta. Bez względu na to krakowianie stawiali w miejscu zdarzenia znicze i kwiaty (które w nocy „nieznani sprawcy” zabierali) oraz śpiewali pieśni religijne.
Jeszcze przed Sierpniem 1980 zorganizowane działania mające na celu upamiętnienie ofiary Walentego Badylaka podejmowali działacze środowisk opozycyjnych Krakowa, m.in. z Chrześcijańskiej Wspólnoty Ludzi Pracy, z Konfederacji Polski Niepodległej oraz ze Studenckiego Komitetu Solidarności.
Jego czyn został upamiętniony w 1990 r. tablicą pamiątkową, którą odsłonił wnuk Walentego, ksiądz Wojciech Badylak. W 2004 r. studzienka została odrestaurowana. O samospaleniu Walentego Badylaka został nakręcony film Święty Ogień.